# Weiwerd
Weiwerd (53° 19′ N, 6° 57′ L) é uma cidade dos Países Baixos, na província de Groninga. Weiwerd pertence ao município de Delfzijl, e está situada a 27 km, a leste de Groningen.